# 凱倫·卡本特
 （1950年3月2日—1983年2月4日），美国流行音乐歌手及鼓手。1970年代，她和她的哥哥理查·卡本特一起创建了卡彭特乐队。她因独特柔情的女中音演唱而为人所熟知。
她患有神经性厌食症，1983年2月4日，她死于厌食症所引起的心脏衰竭，享年33岁。

## 生平

### 早年
卡彭特出生于康涅狄格州纽黑文耶魯紐黑文醫院，父母为哈罗德·伯特伦·卡彭特和艾格尼丝·泰特姆。凯伦小时候，喜欢和其他的孩子们在街上玩棒球。而在电视节目This Is Your Life中，她表示自己喜欢投球，1970年代前期，她还曾在卡彭特的棒球队裡担任投手。
凯伦的哥哥，理查德·卡彭特在小时候就对音乐产生了浓厚的兴趣并且成为了一名钢琴神童。而凯伦在小时候对音乐并不是十分感兴趣。1963年，他们随父母迁居加利福尼亚州洛杉矶唐尼的郊外。
当凯伦进入唐尼高中时，她加入了学校里的校乐队。乐队指挥（他曾经教导过理查德·卡彭特）让她去演奏钟琴，但是凱倫并不喜欢这个乐器。在听完她的朋友弗朗基·查韦斯的演奏后，她询问指挥，她能否去演奏鼓而不是去敲钟琴。打鼓事实上很适合凯伦并且她每天都用几个小时来练习敲鼓。在1965年和1966年，她同理查德第一次录制了他们的音乐。而从后来的几年开始，凯伦开始了节食。在医生的指导下，一米六五并且145磅的凱倫开始进行斯蒂尔曼式节食。她严格的限制食肉并只吃瘦肉，她每天需要喝8杯水并且避免使用高脂肪含量的食物。直到1975年11月，她只有91磅重。

### 音乐生涯

#### 乐队

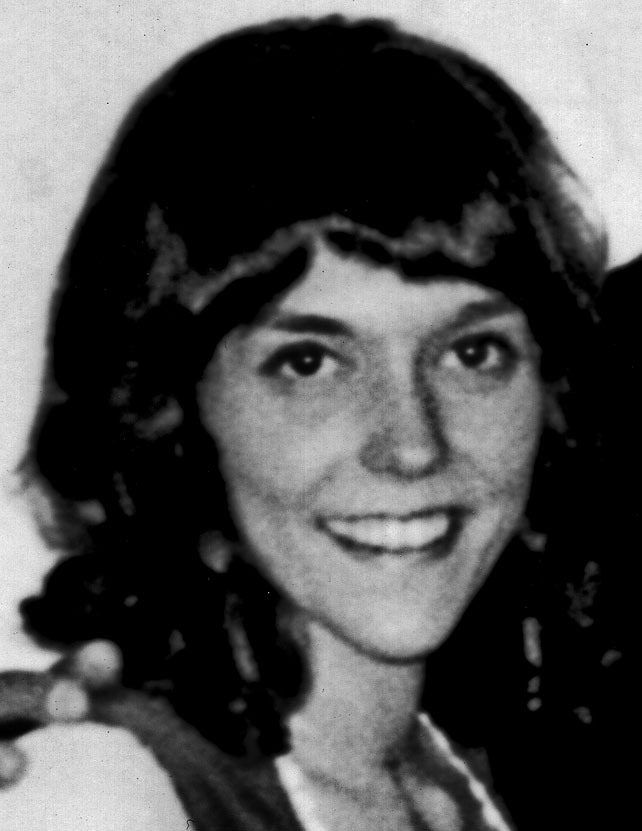
1970年的凯伦·卡本特

从1965年到1968年，凯伦和他的哥哥理查德以及理查德的大学同学韦斯·雅各布（大号手，贝司手）组成了理查德·卡彭特三重奏。理查德的乐队在许多的夜总会里演奏爵士乐，并且还曾登上过电视节目Your All American College Show。
凯伦和理查德以及其他一些音乐人包括加里·西姆斯和约翰·贝蒂斯曾经创建过光谱乐队。光谱乐队较他们之前的乐队更加注重人声，他们还向理查德的朋友和贝司手乔·奥斯本的工作室里送了磁带。但是大多数都被退回了。按照原卡彭特乐队成员约翰·贝蒂斯所说，这些被退回的磁带是“他们的损失”。
最终，他们在1969年4月同A&M唱片公司签订了合同，凯伦演唱了他们第一张专辑《Offering》（后更名为Ticket to Ride）中大部分的歌。Ticket to Ride，这首翻唱了披头士的歌成为了他们的首支单曲：它在公告牌百强单曲榜上排到了第54位。而他们在1970年代的下一张专辑《Close to You》中的两首单曲《(They Long to Be) Close to You》和《We've Only Just Begun》在公告牌上达到了第一和第二名。
凯伦·卡彭特同时成为了乐队的鼓手和主唱，而她的声线将她鼓手的一面掩盖住了。最终，她被说服成为乐队的主唱并让其他人作为鼓手，不过她有时也会演奏一下鼓（库比·奥布莱恩担任鼓手很多年）。
在1973年的专辑《Now & Then》中，凯伦唱的歌更多了（《Yesterday Once More》便是出自此专辑），而鼓敲的更少了。凯伦很少去选择自己要唱的歌，并且她总觉得自己对自己生活已经失去了控制。她开始近乎疯狂的节食并且最终患上了厌食症。而同一时间，她的哥哥理查德却沉迷于安眠酮。
他们在1978年9月4日拉斯维加斯米高梅大酒店的演出后停止了一切的巡回演出安排。1981年，他们在制作完《Made in America》这张专辑后再次进行了一些巡回演出，包括在巴西的最后一场演出。

#### 鼓手生涯
凯伦在1964年开始演奏鼓，作为鼓手她曾得到过海·布莱恩，卡比·奥布莱恩和巴迪·瑞奇等鼓手以及《摩登鼓手》杂志表扬。大多数人几乎不曾知晓凯伦的鼓技，这和大众更喜欢一个唱歌的凯伦而不是一个鼓手凯伦有关。但是通过对理查德的采访，我们得知凯伦总是以一个“会唱歌的鼓手”自居。

#### 个人专辑
1979年，理查德用了一年的时间来治疗安眠酮沉迷，凯伦便想同制作人菲尔·雷蒙制作一张个人唱片。她的个人专辑中的歌曲的风格明显不同于卡彭特乐队，她的歌曲有成人意味并且采用了迪士高的曲风。歌词当中含有一些性暗示，她也使用了更加高的声音来演唱这些歌。
到了1980年，这张专辑并没有在理查德和A&M那里得到很高的反响。A&M的CEO赫布·阿尔珀特不顾昆西·琼斯要求给专辑混效的要求，将这张专辑束之高阁。A&M要求卡彭特兄妹为这张未发布的专辑支付四十万美元，以获取这张专辑未来的版权。
1989年，卡彭特乐队的歌迷们终于听到了凯伦所创作的歌，这些歌都由理查德完成混效并收录在专辑《Lovelines》中，这也是“卡彭特乐队”的最后一张专辑。七年后的1996年，她于1979年录制的专辑以及一首未完成混效的单曲一并在专辑《Karen Carpenter》中发行。

### 个人生活
凯伦一直和其父母居住到26岁。1970年代，卡彭特乐队成功之后，她和她的哥哥在唐尼买了两栋公寓，这两栋公寓分别叫作“Close To You”和“Only Just Begun”（都是卡彭特乐队的歌曲）。这两栋公寓依然坐落在加州唐尼的第五大街上。
1976年，凯伦在洛杉矶的世纪城中购置了两栋公寓，并将它们合并成一个分契式公寓，其坐落于星光街（Avenue of the Stars）2222号。为了庆贺乔迁之喜，她母亲送了她一套皮革装订的书。凯伦喜欢收集迪士尼的纪念品，玩垒球和棒球。佩图拉·克拉克，奥莉维亚·纽顿-约翰和迪翁·沃里克都是她的好朋友。
凯伦曾与多位知名男性约会，包括迈克·柯伯，托尼·扎林，马克·汉蒙，史提夫·马丁和艾倫·奧斯蒙德。凯伦也曾同作词者Tom Bahler约会但后分手（Tom Bahler为此写下了She's Out of My Life），因为凯伦发现他已结婚并已有一子。
在一阵浪漫的恋情之后，凯伦于1980年8月31日在贝弗利酒店里同房地产开发商 Thomas James Burris结婚。伯里斯曾经离过婚并且带有一名18岁大的男孩，伯里斯比凯伦大9岁。结婚典礼上，凯伦演唱了《Because We Are In Love》，这首歌也与次年发行。这对夫妇前往博拉博拉度假，但凯伦在岛上打给她家人的电话里说这次旅行真是“无聊无聊”（Boring Boring）。他们的婚姻也没能维持很久，二人在1981年11月离婚。

### 凱倫的丈夫"托馬斯·詹姆斯·伯里斯"
外界的认为托馬斯·詹姆斯·伯里斯是一個地產大亨，但事實上，他是一個不折不扣的窮光蛋，
據凱倫閨中密友的Karen Kamon的說法，他是一個連“結婚戒指”都無法支付的人，1980-1981年間，他們結婚之際，他甚至無法支付房子與車子的錢。據凱倫友人的說法指出，他只要沒錢都會跟凱倫拿50000美元，直到凱倫甚麼都沒有還跟她離婚。
這段婚姻原本是可以被阻止的，由於凱倫在婚禮前夕發現托馬斯·詹姆斯·伯里斯在遇見凱倫以前做了輸精管結紮術，凱倫難過不已，並且告訴她的母親，但是被母親拒絕，她的母親認為一切都已安排好了，而且媒體也都知道這項消息了，如果取消婚約對於卡本特家族是不利的。

### 最后的日子
1982年4月，卡彭特乐队录制了他们最后一首歌：《Now》。此前的两周凯伦都在纽约的心理医生史蒂芬那治疗她的厌食症。当她回到加利福尼亚时她的样子着实让理查德及她的父母震惊，在她接受治疗后她也瘦掉了许多。
1982年9月，凯伦的治疗开始急转直下，她告诉的她的医生她开始头晕目眩并且似乎心律不齐。凯伦接着就被送往纽约的医院进行静脉滴注，这让她的体重在8周裡增加了30磅。
1982年11月，凯伦回到加州，她决定重振自己的事业，完成离婚并且和理查德一起制作新的专辑。凯伦在纽约待了两个月，体重却增加了30磅（静脉滴注的结果），这使得她备受打击。因为患病，凯伦还服用了甲状腺药物（加快新陈代谢）和泻药。
1982年12月17日，凯伦在巴克利中学的多功能教室里为教子和同学们圣诞颂歌，这也是她最后一次在公共场合露面。新年过后，理查德见到了凯伦，但是她依然患病。多年后，理查德回忆道：“凯伦那棕色的眼睛里完全看不到生气”。

### 逝世
就在凯伦33岁生日前几天的1983年2月4日，她在加州唐尼父母的家中突发心脏衰竭。她立即被送至唐尼社区医院，二十分钟后，医生宣布她已经死亡。洛杉矶法医给出的鉴定报告中指出凯伦·卡彭特死于“因厌食症而摄入化学物质所导致的心律失常”。解剖结果显示，凯伦死亡的主要原因是心脏衰竭，其次是厌食症，而第三则是凯伦的恶病体质。而那天，也是凯伦约定签署离婚的协议的日子。
尸检报告指出，吐根碱导致她患上了厌食症。凯伦也曾透露，吐根糖浆一直在毒害自己，而这种糖浆通常是用来为那些中毒者催吐而使用的。但是凯伦是否服用吐根糖浆一事一直遭到理查德和艾格尼絲的否认，他们从未在公寓中找到过吐根糖浆的空瓶子，并且也没有证据证明凯伦一直在为自己催吐。理查德同时认为，凯伦不可能服用吐根糖浆，因为这样会损害她的声带，理查德承认卡彭特一直在服用泻药来保持自己的低体重。
她的葬礼在1983年2月8日在唐尼的教堂里举行。她身着玫瑰色衣服，躺在白色的棺匣中。超过1000名悼念者前来与她道别。与她分居的丈夫汤姆也出席了葬礼，葬礼上，他将自己的结婚戒指脱下，并将它丢进了棺匣里。
她被安葬在加州普拉赛思的森林草坪纪念公园。2003年，她被重新安葬在加州的奧克斯紀念公園，近挨着她的父母。

### 死后

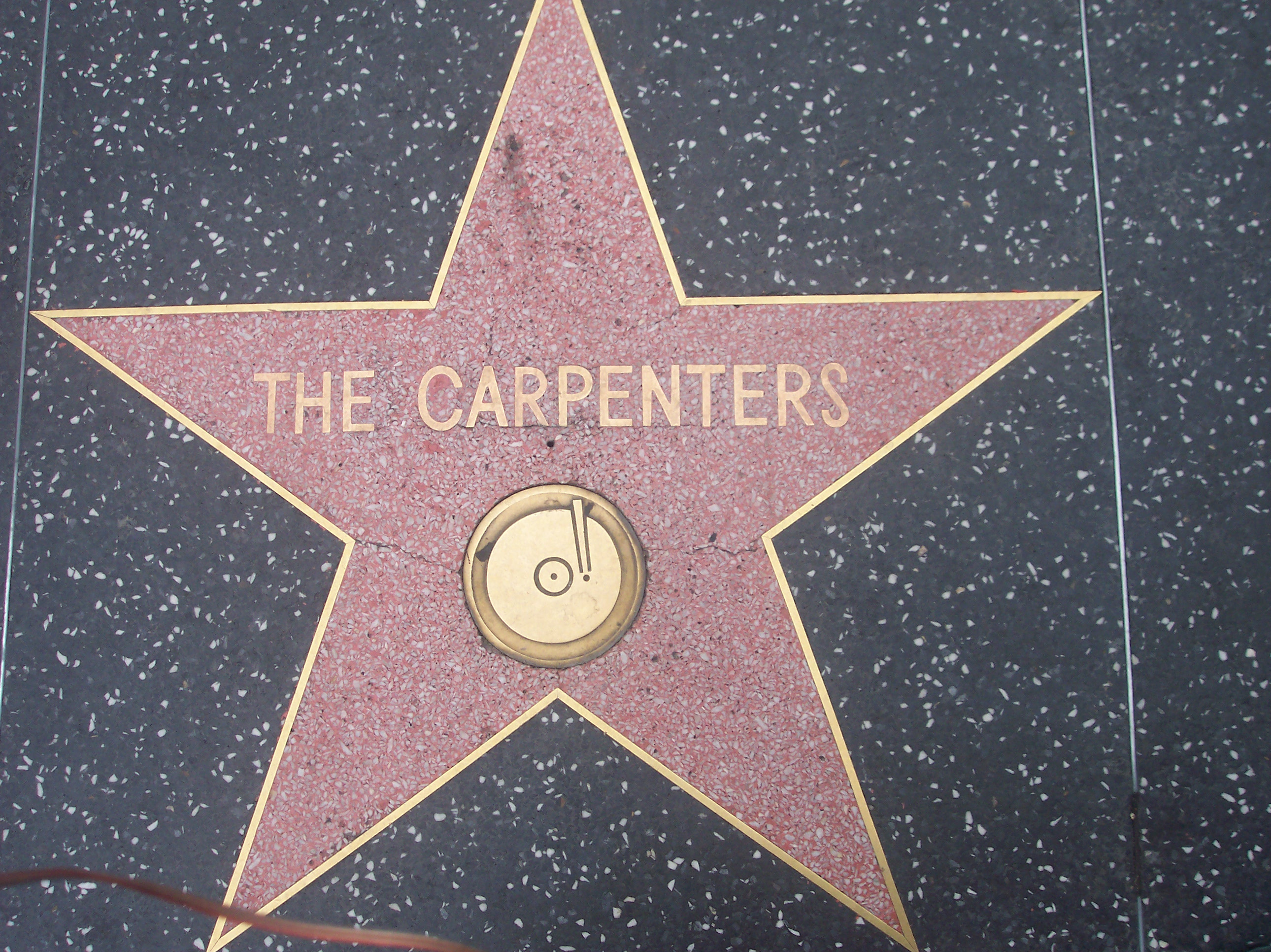
星光大道上“卡彭特乐队”的标牌

她的家人在她死后创建了“凯伦·A·卡彭特慈善基金会”以筹集资金用于神经性厌食症以及饮食失调的研究。今天，它已经更名为“卡彭特基金会”，除了提供资金给厌食症研究，它也参与帮助教育以及扶助艺术。
1983年10月12日，“卡彭特乐队”被镌刻在好萊塢星光大道上。它位于好莱坞大道6931号，离柯达剧院只有几码之遥。

## 影响
1999年，在VH1中的“百大摇滚女歌手排行”中凯伦·排名第29；在2008年，滚石杂志的“百大歌手排行”中，凯伦位居第94位。

## 外部連結
- Richard and Karen Carpenter（页面存档备份，存于） - Official site
- Make Your Own Kind of Music（页面存档备份，存于） - 1971 Summer Television Series
- 凱倫·卡本特在互联网电影资料库（IMDb）上的資料（英文）
- 互联网电影数据库（IMDb）上《The Karen Carpenter Story》的资料（英文）
- 互联网电影数据库（IMDb）上《Superstar: The Karen Carpenter Story》的资料（英文）